# Nørre Kirkeby Sogn
Nørre Kirkeby Sogn 
ist eine Kirchspielsgemeinde (dän.: Sogn)
auf der Insel Falster im südlichen Dänemark.
Bis 1970 gehörte sie zur Harde Falsters Nørre Herred im damaligen Maribo Amt, danach zur Nørre Alslev Kommune im Storstrøms Amt, die im Zuge der  Kommunalreform zum 1. Januar 2007 in der Guldborgsund Kommune in der Region Sjælland aufgegangen ist.
Im Kirchspiel leben 220 Einwohner (Stand: 1. Januar 2023).
Im Kirchspiel liegt die Kirche „Nørre Kirkeby Kirke“.
Nachbargemeinden sind im Norden Nørre Alslev Sogn, im Osten Gundslev Sogn und Torkilstrup Sogn, im Süden Eskilstrup Sogn und im Westen Nordvestfalster Sogn.